# Still Standing (serie de televisión)
Still Standing (A pesar de todo en América Latina y España) es una serie de televisión de comedia estadounidense creada por Diane Burroughs y Joey Gutierrez, que se emitió en CBS del 30 de septiembre de 2002 al 8 de marzo de 2006. Está protagonizada por Mark Addy y Jami Gertz como Bill y Judy Miller. Taylor Ball, Renee Olstead y Soleil Borda interpretan a sus hijos, y Jennifer Irwin interpreta a la hermana de Judy, Linda.

## Trama
Judy Miller (Jami Gertz) y Bill (Mark Addy) son una pareja de clase trabajadora de Chicago que intenta inculcar buenos valores a sus tres hijos, Brian (Taylor Ball), Lauren (Renee Olstead) y Tina (Soleil Borda), pero sus propias experiencias pasadas a menudo entran en conflicto con las lecciones que enseñan a sus hijos. La hermana de Judy, Linda (Jennifer Irwin), también tiene continuos enfrentamientos con Bill.

## Reparto y personajes

### Principales
- William "Bill" Miller (Mark Addy): El patriarca de la familia Miller. Fue un destacado exjugador de fútbol americano en la escuela secundaria, pero ahora se había convertido en una persona perezosa y con sobrepeso.
- Judith "Judy" Miller (de soltera Michaels) (Jami Gertz): La matriarca de la familia Miller.
- Brian Hops Miller (Taylor Ball): Es el hijo mayor de la familia Miller. Brian es un estudiante de secundaria talentoso pero relativamente impopular, siendo ampliamente considerado como un friki.
- Lauren Barley Miller (Renee Olstead): La hija mediana de la familia Miller. Lauren es una de las chicas más hermosas y populares de la escuela.
- Tina Kathleen Miller (Soleil Borda): La hija menor de la familia Miller. Ella es muy excéntrica y no encaja en el molde de una niña "típica".
- Linda Michaels (Jennifer Irwin): La hermana menor de Judy. Linda pasa gran parte de su tiempo en la casa de los Miller, para consternación de Bill. En los primeros episodios, ella está soltera y es retratada como una "loca de los gatos", hasta que su gato Nathaniel Pawthorne muere en la temporada 3 y conoce a su futuro esposo, Perry.
- Daniel "Fitz" Fitzsimmons (Joel Murray): el mejor amigo de Bill, que trabaja con él como vendedor.

### Invitados y recurrentes
- Perry (James Patrick Stuart): el marido de Linda, un músico que actúa en Reno. Habla con acento británico, pero más tarde se revela que lo adoptó porque le gustaba cómo sonaba y en realidad no es británico.
- Marion Fitzsimmons (Kerri Kenney-Silver): la esposa de Fitz. Fitz la considera controladora y la retrata como alguien que no está en la misma página, en términos de humor, con Fitz, Bill y Judy, uno de los factores por los que ella y Judy no siempre se llevan bien.
- Gene Michaels (Steven Gilborn): El padre de Judy y Linda. Es un ávido coleccionista de modelos de trenes.
- Helen Michaels (Janet Carroll en las temporadas 1 y 2; Swoosie Kurtz en las temporadas 3 y 4): la madre de Judy y Linda.
- Hakim (Daniel Murillo): Hakim es un buen amigo de Brian, que también asiste a la escuela secundaria Jefferson.
- Al Miller (Paul Sorvino): el padre de Bill, un trabajador siderúrgico jubilado. Cuando Bill era más joven, Al dejó a Bill y a su madre, Louise, con poco o ningún dinero, creando la dinámica principal entre Bill y Al.
- Louise Miller (Sally Struthers): la madre manipuladora de Bill, que se mudó a Chicago después de su divorcio. Ella manipula a los que la rodean haciéndolos sentir culpables, y su naturaleza controladora con Bill la pone constantemente en desacuerdo con Judy.
- Johnny (Clyde Kusatsu): el nuevo interés amoroso de Louise Miller y eventual esposo. Él es japonés.
- Bonnie (Ashley Tisdale): Es la novia de Brian.
- Becca (Lauren Schaffel): Es la mejor amiga de Lauren.
- Ted Halverson (Kevin Nealon): El vecino religioso de los Miller.
- Kathy Halverson (Marin Mazzie): La esposa igualmente religiosa de Ted Halverson. Kathy suele ser la voz de la razón y amortigua la naturaleza competitiva de Ted.
- Matt Halverson (Shawn Pyfrom): El hijo de Ted y uno de los novios de Lauren.
- Shelly (Julia Campbell) y Terry (Justine Bateman): Las vecinas lesbianas de los Miller y madres de Chris.
- Chris (Sean Marquette /Jared Hillman): el interés amoroso de Lauren en varios episodios; el hijo de Shelly y Terry.
- Kyle Polsky (Todd Stashwick): Uno de los vecinos de los Miller, que tiene una gran colección de juguetes.
- Carl (David Koechner): el mejor amigo de Bill durante las temporadas 1 y 2. Trabaja con Bill en los grandes almacenes.
- Maxwell "Mack" McDaniel (John Marshall Jones): amigo de Bill y Fitz durante las temporadas 2 y 3 (6 episodios). Mack trabaja con Bill y Fitz en los grandes almacenes.
- Jeff Hackman (Chris Elliott): También trabaja con Bill. A veces llamado Jeff Hackman "el hombre que nunca paga".

## Episodios
| Temporada | Episodios | Fecha de inicio          | Fecha de fin       |
| --------- | --------- | ------------------------ | ------------------ |
| 1         | 22        | 30 de septiembre de 2002 | 12 de mayo de 2003 |
| 2         | 23        | 22 de septiembre de 2003 | 24 de mayo de 2004 |
| 3         | 23        | 20 de septiembre de 2004 | 23 de mayo de 2005 |
| 4         | 20        | 21 de septiembre de 2005 | 8 de marzo de 2006 |

Cada uno de los títulos de los episodios comienza con la palabra "Still", con la excepción del piloto.

## Recepción
Una reseña de Entertainment Weekly de 2002 le dio a Still Standing una calificación de "D". Michael Speier de Variety le dio a la serie una crítica negativa, comentando: "Otra comedia sobre hombres tontos y las mujeres que los aman". En una crítica más favorable del sitio web SFGate, Tim Goodman dijo: ""Still Standing" es un programa divertido. Es tan divertido como "The King of Queens" y como "Becker". Es decir, si encajas en cierto grupo demográfico y te gusta la comedia de cierta manera, esta serie te encantará".

### Premios y nominaciones
| Año  | Premios                                            | Categoría                                                                               | Obra/persona nominada | Resultado | Ref.  |
| ---- | -------------------------------------------------- | --------------------------------------------------------------------------------------- | --------------------- | --------- | ----- |
| 2003 | Premios de Música de Cine y Televisión de la ASCAP | Las mejores series de televisión                                                        | Holly Knight          | Ganadora  | [ 4 ] |
| 2004 | Premios de Música de Cine y Televisión de la ASCAP | Las mejores series de televisión                                                        | Holly Knight          | Ganadora  | [ 4 ] |
| 2003 | Premios Young Artist                               | Mejor Actuación en una Serie de Televisión (Comedia o Drama) - Actriz Joven Protagónica | Renee Olstead         | Nominada  | [ 5 ] |
| 2004 | Premios Young Artist                               | La mamá y el papá más populares en una serie de televisión                              | Mark Addy, Jami Gertz | Nominados | [ 6 ] |
| 2005 | Premios Young Artist                               | Mejor serie de televisión familiar (comedia)                                            | Still Standing        | Nominada  | [ 7 ] |
| 2006 | Premios Young Artist                               | Mejor Actuación en una Serie de Televisión (Comedia o Drama) - Actriz Joven Protagónica | Renee Olstead         | Ganadora  | [ 8 ] |